# Međunarodni atletski savez
Međunarodni atletski savez je krovni međunarodni sportski savez za atletsku ustrojen kao skup nacionalnih atletskih saveza. 

## Povijest
Organizacija je osnovana 17. srpnja 1912. godine na prvom kongresu održanom u Stockholmu u Švedskoj, tada pod nazivom International Amateur Athletics Federation, tj. Međunarodna amaterska atletska federacija. Službena međunarodna kratica bila je IAAF. Sjedište je bilo u Stockholmu od osnivanja. U London je premješteno 1946. godine i u njemu je ostalo sve do 1993. godine, kad je premješteno na današnju lokaciju u Monte Carlo, 6-8 Quai Antoine 1er. Pod općim trendom komercijalizacije športa pa tako i atletike, IAAF je odlučio dopustiti komercijaliziranje. Počevši od 1982. IAAF je donio nekoliko izmjena u pravila čime je dopustio atletičarima primiti naknadu za sudjelovanje u međunarodnim natjecanjima. Ipak, ime "amaterska" zadržao je u imenu. Na kongresu 2001. godine amaterski 2001. godine promijenjen je u asocijacija (eng. association), pa je tako kratica ostala ista. Ime je nosilo do 2019. godine. Organizacije je tad odlučila rebrandirati ime u te je promijenila ime u World Athletics koje je ponijela od svjetskog prvenstva 2019. u Dohi. Svibnja 2020. imao je 214 članova, podijeljenih u šest područnih asocijacija.
Zadaća organizacije je koordinirati rad atletskih federacija te upravljati organizacijom službenih natjecanja kao što su Svjetska atletska prvenstva, Svjetski atletski kupovi, natjecanja Zlatne lige, itd.

## Predsjednici
Predsjednici se biraju na višegodišnji mandat.
| trajanje mandata | predsjednik     | država                 |
| ---------------- | --------------- | ---------------------- |
| 1912. – 1946.    | Sigfrid Edström | Švedska                |
| 1946. – 1976.    | David Burghley  | Ujedinjeno Kraljevstvo |
| 1976. – 1981.    | Adriaan Paulen  | Nizozemska             |
| 1981. – 1999.    | Primo Nebiolo   | Italija                |
| 1999. – 2015.    | Lamine Diack    | Senegal                |
| 2015. – 0        | Sebastian Coe   | Ujedinjeno Kraljevstvo |

## Vanjske poveznice
- Službene stranice (World Athletics)
- Službene stranice IAAF-a